# رابرت فورمان
رابرت فورمان (انگلیسی: Robert Furman؛ زاده ۲۱ اوت ۱۹۱۵ درگذشته ۱۴ اکتبر ۲۰۰۸) یک فرد نظامی بود.